# Albert Wass
Albert Wass (8. ledna 1908, Válaszút – 17. února 1998 Astor, Florida) byl sedmihradský maďarský spisovatel, který byl po 2. světové válce odsouzen v nepřítomnosti za válečné zločiny k trestu smrti. Tou dobou však již žil v emigraci.

## Dílo
Nejznámějším dílem je asi román Farkasverem (česky Vlčí pelech) z roku 1934. Do češtiny jej přeložil Pavel Kutný a překlad vyšel v roce 1941. Román zobrazuje pozici a charakter sedmihradských Maďarů v novém, potrianonském rámci Rumunska. Maďaři ztrácejí svůj původní společenský status hlavně kvůli vlastním chybám. Postavy sedmihradských Maďarů jsou oproti vitálním až bezskrupolózním Rumunům vykresleny jako degeneráti a alkoholici, kteří si sice uchovali povědomí o svých starých nárocích, nikoli však o mravních povinnostech.
Pozdější díla jsou již nasycena rétorikou období 2. světové války, Albert Wass dále psal parafráze dětské literatury doby národního obrození.